# Olli Rehn
Olli Rehn Ilmari (Mikkeli, Finska, 31. ožujka 1962.), finski političar, trenutno na dužnosti povjerenika Europske komisije za ekonomske i monetarne poslove. 

## Rana karijera
Rođen u Mikkeliju u istočnoj Finskoj. Studirao je ekonomiju, međunarodne odnose i novinarstvo na Macalester koledžu, Saint Paul, Minnesota u SAD-u. Magisterirao je političke znanosti na Sveučilištu u Helsinkiju 1989. godine, a doktorirao na Sveučilištu u Oxfordu 1996. na temu "Korporativizam i industrijska konkurentnost u malim europskim državama".
Rehn je u mladosti, igrao nogomet za klub Mikkelin Palloilijat u svom rodnom gradu u Finskoj.
Političku karijeru počeo je kao gradski vijećnik u Helsinkiju 1988. godine. Bio je potpredsjednik stranke centra "Keskuta" od 1988. do 1994., nakon što je bio predsjednik mladeži te stranke od 1987.
1991. je izabran u Finski parlament. Rehn je vodio finske delegacije u Vijeću Europe, te je bio poseban savjetnik finskog premijera Eskoa Ahoa od 1992. do 1993. godine. Finski parlament je napustio 1995., te je odlučio postati član Europskog parlamenta. 
U 2003. je postao savjetnik premijera za ekonomsku politiku, na tom položaju je ostao sve do imenovanja u Europsku komisiju sljedeće godine.
Rehn je u braku i ima jedno dijete. Bio je najmlađi član Europske komisije. Osim rodnog finskog jezika, govori i engleski, francuski, švedski, a djelomično i njemački. 
Kratko je bio predsjednik Prve finske nogometne lige - Veikkausliiga 1996. do 1997.
U posljednje vrijeme njegovo ime se često spominje kao potencijalni predsjednički kandidat na izborima u Finskoj 2012.

## Europska komisija
Rehn je služio kratko u Prodijevoj Europske komisije. Na mjestu europskog povjerenika za poduzetništvo i informacijsko društvo 12. srpnja 2004. nasljieđuje prethodnog povjerenika Finca Erkkia Liikanena, nakon što je ovaj postao je guverner Finske nacionalne banke.
Rehn je predsjedavao pristupanju Bugarske i Rumunjske u EU 2007., kao i pregovorima s Hrvatskom i Turskom o pristupanju.